# Will Smith
Za geologa, ki je odkril soodnostnost fosilov, glej William Smith.
Willard Carroll Smith II., ameriški filmski igralec in raper, * 25. september 1968, predel Wynnefield, Filadelfija, Pensilvanija, ZDA.
Will Smith je svojo kariero začel leta 1985, ko je upodobil vlogo fikcionalizirane različice samega sebe v oddaji NBC Princ z Bel-Aira (1990–1996). Smith je zelo znan po svojem delu na področju filmov, televizije in glasbe, zaradi česar je prejel več priznanj, vključno z oskarjem, štirimi nagradami grammy, nagrado zlati globus, nagrado Ceha filmskih igralcev in nominacijami za nagrado Primetime Emmy ter Nagrado Tony. Od leta 2021 so njegovi filmi po vsem svetu zaslužili več kot 9,3 milijarde $, kar ga uvršča med najbolj vredne hollywoodske zvezdnike.
Smith je najprej postal znan kot del hip hop dua z DJ-em Jazzyjem Jeffom, s katerim je izdal pet studijskih albumov in single z US Billboard Hot 100 top 20 "Starši nas samo ne razumejo", "Nočna mora na moji ulici", "Poletni čas", "Pozvoni na moj zvonec" in "Bum! Pretresi sobo" od leta 1984 do 1994. Izdal je tudi solo albume Big Willie Style (1997), Willennium (1999), Rojen za vladanje (2002) in Izgubljen in najden (2005). Za svoje rap nastope je Smith prejel štiri nagrade Grammy.
Smith je širšo slavo dosegel kot glavni igralec v filmih, kot so akcijski film Podli fantje (1995), njegovo nadaljevanje Podli fantje 2 (2003) in Podli fantje za življenje (2020) ter znanstvenofantastične komedije Možje v črnem (1997), Možje v črnem 2 (2002) in Možje v črnem 3 (2012). Po igranju v trilerjih Dan neodvisnosti (1996) in Sovražnik države (1998) je prejel nominacije za oskarja za najboljšega igralca za vlogo Muhammada Alija v Ali (2001) in Chrisa Gardnerja v filmu Iskanje sreče (2006). Nato je igral v številnih komercialno uspešnih filmih, vključno z Jaz Robot (2004), Kraljestvo Morskega psa (2004), Hitch (2005), Jaz sem legenda (2007), Hancock (2008), Sedem funtov (2008), Samomorilna skupina (2016) in Aladin (2019).
Za svojo upodobitev Richarda Williamsa v biografski športni drami Kralj Richard (2021) je Smith prejel široko priznanje ter prejel oskarja, nagrado BAFTA, nagrado zlati globus in nagrado Ceha filmskih igralcev za najboljšega igralca.

## Biografija
Will je drugi od štirih otrok. Velikokrat za opis svojih korenin pove: »vzgojen v britofu«. 
Poročen je z Jado Pinkett Smith s katero ima dva otroka. Ima tudi enega otroka iz prejšnjega zakona z Shree Zampino.

## Incident na podeltivi oskarjev leta 2022
Med 94. podelitvijo oskarjev 27. marca 2022 je Smith stopil na oder ter klofutnil voditelja in komika Chrisa Rocka, potem ko se je Rock pošalil o obriti glavi Willove žene Jade Pinkett Smith s sklicevanjem na film Vojak Jane. Pravzaprav so Pinkett Smith leta 2018 diagnosticirali alopecijo in si je zaradi slabšega fizičnega stanja obrila lase. Smith se je nato vrnil na svoj sedež in dvakrat zavpil na Rocka: »Drži ime moje žene stran od svojih prekletih ust!« Kasneje istega večera je bil Smith imenovan za najboljšega igralca za Kralja Richarda, nato pa se je na odru v svojem pozdravnem govoru opravičil Akademiji in drugim nominirancem, vendar ne Rocku. V tem govoru je prosil boga, da ga je vabil, naj dela »nore stvari« v imenu ljubezni, to vedenje pa je britanska revija Economist označila za »nevarno in sebično premoč«, ki je tudi stigmatizirala ovacije javnosti na Smithove komentarje na odru, ki celotno situacijo opredeli kot gnusno. Rock je zavrnil vložitev pritožbe zoper Smitha, a je Smith po odzivu gledalcev zahteval uradno opravičilo, kar pa ni prepričalo predstavnikov Akademije, ki so napovedali stroge ukrepe proti Smithu.

## Diskografija

### kotD.J. Jazzy Jeff & the Fresh Prince
- Rock the House (1987)
- He's the DJ, I'm the Rapper (1988)
- And in this Corner... (1989)
- Homebase (1991)
- Code Red (1993)
- Greatest Hits (1998)

### kotWill Smith
- Big Willie Style (1997)
- Willenium (1999)
- Born to Reign  (2002)
- Greatest Hits (2002)
- Lost and Found (2005)

## Filmografija
- Hancock (2008)
- Jaz, legenda (I Am Legend) (2007)
- Hitch (2005)
- Shark Tale (2004, glas)
- Jerseysko dekle (Jersey Girl) (2004, igra sebe)
- Jaz, robot (I, Robot) (2004)
- Bad Boys II (2003)
- Možje v črnem II (Men in Black II) (2002)
- Ali (2001)
- The Legend of Bagger Vance (2000)
- Divji zahod (Wild Wild West) (1999)
- Enemy of the State (1998)
- Možje v črnem (Men in Black) (1997)
- Dan neodvisnosti (Independence Day) (1996)
- Bad Boys (1995)
- Six Degrees of Separation (1993)
- Made in America (1993)
- Princ z Bel-Aira (The Fresh Prince of Bel-Air) (1990)
- After Earth (2013)